# Victor Kovarski
Victor Kovarski (n. 31 decembrie 1929, Harkov, RSS Ucraineană, URSS – d. 4 iulie 2000, Chișinău, Republica Moldova) a fost un fizician din Republica Moldova de origine evreiască, membru titular al Academiei de Științe din Republica Moldova.

## Biografie
Este fiul academicianului Anatolie Kovarski. 
A absolvit Universitatea de Stat din Chișinău, iar ulterior și doctorantura la aceeași universitate, avându-l conducător științific pe profesorul universitar Iurie Perlin. În anul 1970 este confirmat ca doctor în științe.
- Șef de laborator la Institutul de fizică aplicată al Academiei de Științe a Moldovei (1969)
- Membru PCUS din 1969.
- Doctor habilitat în științe fizico-matematice, avându-l ca consultant pe profesorul Iurie Perlin
- Profesor
- Membru -corespondent al Academiei de Științe din RSSM
- Academician

Soția sa, Brighita Petrovna Kovarskaia, este doctor în fizică și matematică și istoric al științei. Au un fiu - Evgheni - fizician